# 霍苏维兹
霍苏维兹（匈牙利語：Hosszúvíz）是匈牙利绍莫吉州所辖的一个村。总面积7.10平方公里，总人口43，人口密度6.1人/平方公里（2011年1月1日）。